# Paolo Costoli
Paolo Costoli (Firenze, 12 giugno 1910 – Brema, 28 gennaio 1966) è stato un nuotatore e pallanuotista italiano.
Costoli fece parte della prima, storica generazione di nuotatori italiani capace di imporsi in campo internazionale, assieme a Emilio Polli e Antonio Conelli.

## Carriera
Specialista delle distanze medio-lunghe dello stile libero, è considerato uno dei più forti nuotatori italiani a cavallo delle due guerre mondiali. Nella sua carriera vinse 19 titoli italiani, tra cui 7 nei 1500 m in cui per dieci anni è rimasto imbattuto (con 11 record detenuti).
Con la nazionale ha partecipato ai Giochi olimpici di Amsterdam senza passare le batterie nei 400 m e venendo eliminato con la staffetta 4×200 m. Dal 1929 ha iniziato a vincere ai campionati italiani, e l'anno dopo si è aggiudicato tutti i quattro titoli dello stile libero. Convocato ai Campionati europei del 1931 a Parigi, ha conquistato tre medaglie di bronzo: nei 400 m  dietro a István Bárány e Jean Taris, nei 1500 m preceduto da Olivér Halassy e dal compagno di squadra Giuseppe Perentin e con la staffetta a soli due quinti di secondo dalla Germania assieme a Antonio Conelli, Sirio Banchelli ed Ettore Baldo.
Ai Giochi olimpici del 1932 di Los Angeles è giunto in semifinale sia nei 400 che nei 1500 m. Due anni dopo, ai Campionati europei del 1934 è tornato sul podio, argento in entrambe le gare preceduto da Jean Taris e davanti a Giacomo Signori nei 400 m e una di bronzo con la staffetta vinta con Massimo Costa, Guido Giunta e Signori.
Come pallanuotista vinse quattro scudetti con la Rari Nantes Florentia. Abbandonato lo sport attivo, si dedicò alla carriera di allenatore.
Morì a 55 anni nella tragedia aerea di Brema del 1966 dove persero la vita sette componenti della nazionale italiana di nuoto e il telecronista della RAI Nico Sapio. All'epoca della tragedia era allenatore della Roma Nuoto. La più importante piscina comunale di Firenze è oggi a lui intitolata.
Paolo Costoli viene ricordato in un trofeo di nuoto master inserito nel calendario federale ideato da Patrizio Napolitano ed organizzato in collaborazione con la S.S. Lazio nuoto. Il trofeo si svolge a Roma nel mese di novembre. Nel 2015, il trofeo è stato momentaneamente sospeso in attesa che l'impianto che lo ospita sia nuovamente agibile e riconvertito per il risparmio energetico.
La federazione italiana nuoto, FIN, a sua volta, commemora quel tragico evento con una competizione agonistica a carattere nazionale dal nome: "Coppa caduti di Brema".

## Palmarès

### Palmarès da pallanuotista

#### Campionati europei
Londra 1938 -  Regno Unito:  5º in classifica finale, 2 vittorie, 1 pareggio e 3 sconfitte

#### Campionato italiano
4 volte campione, nel 1933, 1934, 1937 e 1938, tutti con la Rari Nantes Florentia

### Palmarès da nuotatore
| Giochi Olimpici              | 400 m st. libero           | 1500 m st. libero           | 4 × 200 m st. libero |
| 1928 Amsterdam Paesi Bassi   | elim. in batteria "        | ---                         | squal. in batteria " |
| 1932 Los Angeles Stati Uniti | elim. in semifinale 5'06"0 | elim. in semifinale 20'58"7 | ---                  |
| Campionati europei           | 400 m st. libero           | 1500 m st. libero           | 4 × 200 m st. libero |
| 1931 Parigi Francia          | Bronzo 5'13"8              | Bronzo 21'09"4              | Bronzo 9'49"0        |
| 1934 Magdeburgo Germania     | Argento 5'07"5             | Argento 21'01"1             | Bronzo 9'44"1        |

#### Campionati italiani
16 titoli individuali e 3 in staffette, così ripartiti:
- 1 nei 100 m stile libero
- 3 nei 200 m stile libero
- 5 nei 400 m stile libero
- 7 nei 1500 m stile libero
- 1 nella staffetta 4×100 m stile libero
- 2 nella staffetta 4×200 m stile libero

nd = non disputati
| Anno | Edizione | st.libero 100 m | st.libero 200 m | st.libero 400 m | st.libero 1500 m | st.libero 4×100 m | st.libero 4×200 m |
| ---- | -------- | --------------- | --------------- | --------------- | ---------------- | ----------------- | ----------------- |
| 1929 | Estivi   | -               | -               | 1               | 1                | nd                | -                 |
| 1930 | Estivi   | 1               | 1               | 1               | 1                | nd                | -                 |
| 1931 | Estivi   | -               | 1               | 1               | -                | nd                | -                 |
| 1932 | Estivi   | 3               | 1               | 1               | 1                | nd                | 2                 |
| 1934 | Estivi   | -               | -               | 1               | 1                | nd                | 1                 |
| 1935 | Estivi   | -               | -               | -               | 1                | nd                | 1                 |
| 1937 | Estivi   | -               | -               | 2               | 1                | 2                 | nd                |
| 1938 | Estivi   | -               | -               | -               | 1                | 1                 | nd                |